# Jarosław Zakrzewski
Jarosław Zakrzewski (ur. 25 września 1984) – polski lekkoatleta specjalizujący się w rzucie młotem. Zawodnik AZS AWFiS Gdańsk.

## Rekordy życiowe
- rzut młotem – 65,32 (2008)
- rzut ciężarem (hala) – 20,41 (2007) do 2014 nieoficjalny rekord Polski[1]